# Saif Sporting Club
Il Saif Sporting Club è stata una società calcistica bangladese della città di Dacca. Alla sua ultima stagione prima del fallimento ha militato nella Premier League, la massima divisione del campionato bengalese. Fondato nel 2016, il club è fallito nel 2022; in quest'anno, il 3 agosto, poco dopo la fine della Premier League 2022 (che è stata l'ultima stagione disputata), i proprietari del club hanno annunciato un suo ritiro temporaneo dal calcio professionistico, a causa di insufficienti entrate economiche. Il club, nella sua ultima stagione, si è posizionato terzo in classifica, ottenendo il miglior piazzamento della storia della sua storia.

## Storia

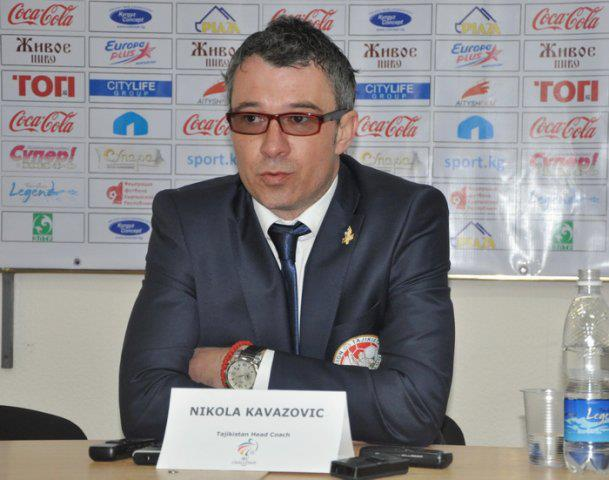
Nikola Kavazovic, il primo allenatore del Saif SC

Il Saif è stato fondato ufficialmente ad agosto del 2016, e il 10 settembre dello stesso anno la Federazione calcistica del Bangladesh ha approvato la partecipazione del club alla Bangladesh Championship League.
Nel settembre del 2016 il club ha ingaggiato il serbo Nikola Kavazovic come allenatore: con questo ingaggio, Kavazovic è diventato il primo allenatore non bengalese nella storia della Bangladesh Championship League. Durante la prima stagione del club, il capitano è stato il calciatore Riyadul Hasan Rafi. 
Il Saif ha disputato la sua prima partita ufficiale (vinta 3-1) il 29 ottobre 2016, contro il T&T Club. Il club, che non ha mai perso una partita durante il campionato, ha concluso il torneo al secondo posto in classifica, venendo quindi promosso alla Premier League, la massima divisione del campionato bengalese. In 12 partite, il calciatore del Saif Motin Mia ha segnato 5 reti ed è stato premiato come miglior giocatore del campionato.
A marzo del 2017, la squadra ha effettuato il ritiro pre-stagionale a Calcutta, diventando il primo club bengalese a svolgere il ritiro all'estero. Il 22 marzo dello stesso anno la squadra ha disputato la sua prima amichevole, contro il Southern Samity, terminata 2-2. Tra marzo e aprile sono state disputate altre due amichevoli, entrambe contro la squadra giovanile dell'East Bengal, terminate 1-0 in favore del Saif e 1-1. Durante il ritiro pre-stagione, l'allenatore Kavazovic è stato licenziato, ed è stato sostituito il mese successivo dall'ex calciatore del Ghana Kim Grant, assistito dall'inglese Ryan Northmore.
Il Saif, nella stagione 2017-2018, ha disputato per la prima volta la Coppa del Bangladesh. Alla prima partita nella competizione ha ottenuto un pareggio (1-1) contro il Dhaka Abahani, campione in carica. Tuttavia il Saif perde la partita successiva e viene quindi eliminato dalla competizione. Il 28 luglio 2017 il club disputa la sua prima partita di Premier League, nuovamente contro il Dhaka Abahani, con cui perde 3-2. Il 5 agosto il club ottiene la sua prima vittoria nel campionato, contro l'Arambagh (1-0). Il 26 agosto 2017, l'attaccante colombiano Hember Valencia ha segnato la prima tripletta della storia del club, quando il Saif ha battuto il Brothers Union 5-0.
L'allenatore Kim Grant è stato esonerato dal club, dopo poche partite dall'inizio del campionato 2017-2018, ed è stato sostituito dal suo assistente Ryan Northmore, che ha esordito come tecnico il 13 novembre 2017, vincendo 2-1 contro il Dhaka Abahani.
Il 2 gennaio 2018 il Saif ha battuto il Sheikh Russel 2-1 e si è qualificato ai playoff della Coppa dell'AFC 2018, diventando la seconda squadra bengalese a riuscirci. Il club ha esordito nei playoff della competizione il 23 gennaio 2018, contro la squadra maldiviana TC Sports Club, perdendo 1-0. Il Saif ha perso anche la seconda partita del torneo (per 3-1), venendo quindi eliminato. A causa dei risultati deludenti che sono arrivati, sia in ambito nazionale che internazionale, il club ha esonerato l'allenatore Northmore.

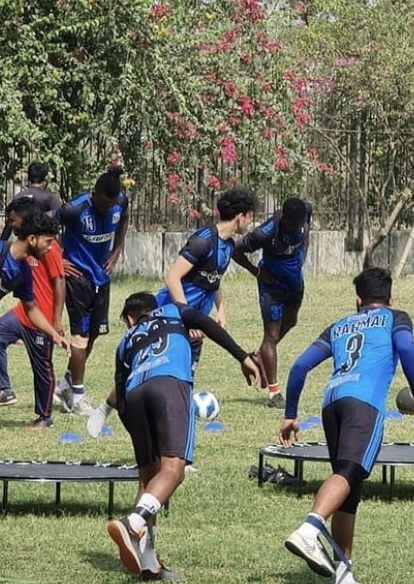
Giocatori del Saif durante un allenamento (2021)

Il 25 febbraio 2018 il Saif ha annunciato l'ingaggio di Stewart Hall come nuovo allenatore per la stagione 2018-2019, e di Dennis Kitambi come vice allenatore. Il 23 settembre dello stesso anno il club ha conquistato la Bodousa Cup, battendo in finale il Jamshedpur. Però, dopo sole due partite di campionato, Hall lascia la guida tecnica della squadra, che viene poi affidata al nordirlandese Johnny McKinstry.
Il 7 novembre del 2019, il club ha nominato il maldiviano Mohamed Nizam come nuovo allenatore, in vista dell'imminente stagione 2019-2020. Il 2 gennaio dell'anno seguente, però, Nizam viene esonerato a causa degli scarsi risultati ottenuti, e sostituito da Drago Mamić. Tuttavia, il 17 maggio 2020 il campionato viene dichiarato annullato dalla Federazione calcistica del Bangladesh, a causa della pandemia di COVID-19. Il 27 ottobre 2020 il belga Paul Put viene ufficialmente ingaggiato come nuovo allenatore, e riesce a portare la squadra alla finale della Coppa del Bangladesh 2020, dove però viene sconfitta 1-0. La squadra conclude la stagione 2020-2021 con il quarto posto in campionato. 
Il 23 novembre 2021 il Saif ha ingaggiato l'ex allenatore della Nazionale di calcio del Bangladesh Andrés Cruciani come nuovo tecnico. Il 24 marzo 2022, il direttore generale del club Nasiruddin Chowdhury e il segretario generale Mahbubur Rahman Sumon hanno annunciato le loro dimissioni dalla dirigenza della società. Poco dopo, il club non si iscrive alla seguente stagione di campionato per problemi finanziari, e successivamente dichiara il fallimento e la sospensione delle attività agonistiche.

## Colori e simboli

### Colori
I colori della maglia tradizionale del Saif S.C. sono il giallo e il nero, abbinati a pantaloncini gialli e calzettoni neri. La seconda divisa, invece, è blu e rossa, con pantaloncini e calzettoni bianchi.

### Simboli ufficiali

#### Stemma
Il simbolo del Saif S.C. è composto da strisce verticali oro e nere, i colori sociali del club, con un pallone da calcio rappresentato. Sopra lo stemma compaiono tre stelle oro, mentre sotto la scritta con il nome del club.

## Strutture

### Stadio
Il Saif S.C. ha giocato le partite delle prime due stagioni dopo la fondazione (2016-2017 e 2017-2018) al Bangabandhu National Stadium, situato a Dacca. Per le seguenti due stagioni (2018-2019 e 2019-2020), invece, il club ha disputato gli incontri casalinghi allo stadio Rafiq Uddin Bhuiyan della città di Mymensingh. Nelle ultime due stagioni (2020-2021 e 2021-2022), infine, le partite casalinghe sono state giocate allo Stadio Munshiganj.

## Società

### Sponsor
- 2016-2017 SAIF Powertec Limited
- 2017-2022 SAIF Power Battery

### Settore giovanile
Il settore giovanile del Saif S.C. comprende tre squadre, quella Under-19, 18 e 16. Quando il Saif S.C. è fallito per problemi economici, la Federazione calcistica del Bangladesh ha comunque approvato la partecipazione delle squadre giovanili ai campionati. Nessuna delle squadre giovanili del Saif S.C. ha vinto trofei, ma quella Under-18 è arrivata in finale nel Torneo di calcio BFF U-18 2019, perdendo però 1-0.

## Allenatori
- set. 2016-mar. 2017  Nikola Kavazovic
- apr.-ott. 2017  Kim Grant
- nov. 2017-gen. 2018  Ryan Northmore
- apr. 2018-nov. 2018  Stewart Hall
- nov. 2018-set. 2019  Johnny McKinstry
- ott. 2019-gen. 2020  Mohamed Nizam
- gen. 2020-set. 2020  Drago Mamić
- ott. 2020-feb. 2021  Paul Put
- feb.-mar. 2021  Zulfiker Mahmud Mintu
- mar.-lug. 2021  Stewart Hall
- ott. 2021-ago. 2022  Andrés Cruciani

## Statistiche e record

### Partecipazione ai campionati
| Livello | Categoria         | Partecipazioni | Debutto   | Ultima stagione | Totale |
| ------- | ----------------- | -------------- | --------- | --------------- | ------ |
| 1º      | Premier League    | 5              | 2017-2018 | 2021-2022       | 5      |
| 2º      | Seconda Divisione | 1              | 2016-2017 | 2016-2017       | 1      |